# Journée mondiale sans téléphone portable
 (décembre 2020).
 (décembre 2020).
- Si vous ne connaissez pas le sujet, laissez ce bandeau (vous pouvez alors contacter les auteurs).
- Si vous supprimez le contenu mis en cause (vous pouvez préalablement contacter les auteurs),

argumentez précisément cette suppression dans la page de discussion
(un manque de référence n'est pas un argument ; une recherche réelle de référence doit avoir été effectuée, être formellement documentée).
 (février 2013).
La journée mondiale sans téléphone portable  est un ensemble de trois jours pendant lesquels, selon son promoteur, l'écrivain français Phil Marso, le public est invité à réfléchir à l'usage qu'il fait des téléphones portables. Son audience n'est pas connue. Limitée au 6 février lors de sa création en 2001, elle s'étend désormais du 6 au 8 février (sauf en 2020 où elle dure exceptionnellement du 3 au 9 février).

## Origines et buts
Deux ans après avoir publié son roman policier Tueur de portable sans mobile apparent, l'écrivain Phil Marso a souhaité provoquer une réflexion dans les médias autour de cet outil. Son objectif était[réf. souhaitée] de montrer qu'un citoyen ordinaire peut faire passer une idée[Laquelle ?] à travers les médias.
Il choisit pour cette journée la date de la saint Gaston, le 6 février, en référence au  refrain de Nino Ferrer « Gaston, y a l'téléfon qui son, et y a jamais person qui y répond ». 
En proposant en 2004 de passer à trois jours, Phil Marso souhaite favoriser un débat de réflexion autour de cet outil de communication. Cette journée a été créée pour établir l'indépendance par rapport à nos téléphones et pour surmonter l'addiction.

## Évolutions
- 2001 :  Phil Marso appelle à la grève du téléphone portable pendant 24h.
- 2002 : Mobilisons la prévention, série d'entretiens[réf. nécessaire] avec des associations luttant contre l'implantation des antennes relais en France, Belgique, et Suisse.
- 2003 : Mobilisons la précaution au volant: Marso suggère trois tranches horaires de coupures[Comment ?] pour sensibiliser les automobilistes.
- 2004 : Passage à trois jours [2].
- 2005 : Marso parle désormais des Journées Moins de blabla au téléphone portable, plus (comprendre: davantage) de SMS dans les lieux publics
- 2006 : Délocalisation de l'appel des Journées Mondiales sans Téléphone Portable & Smartphone en Belgique[réf. souhaitée]
- 2007 : En Espagne, des internautes[Qui ?] proposent une Journée « Téléphone Mobile Muet » le 6 février pour protester contre les hausses des tarifs.
- 2008 : Un article dans France Soir[3]
- 2009 : Au Sénégal, l'Association des consommateurs du Sénégal appelle à la grève du téléphone portable le 6 février pour protester contre la hausse des tarifs.
- 2011 : Accent sur le prix des communications: une pétition[réf. nécessaire] est lancée. Le 30 mai, un groupe marocain sur Facebook appelle à la grève du téléphone portable le 6 février pour protester contre les tarifs.
- 2012 : Accent sur l'impact du téléphone portable sur la vie des travailleurs pendant les heures de repos avec le slogan « Se connecter plus pour travailler plus ».
- 2013 : Marso parle désormais d'adikphonia pour désigner la nomophobie, ou phobie liée à la peur excessive d'être séparé de son téléphone mobile.
- 2014 : Accent sur le langage SMS avec les slogans suivants : « Alerte SMS : enlèvement de la langue française ? », « Le langage SMS : un style pour les kankres ? »
- 2015 : Accent sur l'impact des téléphones mobiles sur les conflits liés aux métaux rares, notamment le coltan, et  sur l'environnement: pollution par les téléphones hors d'usage, incidence des ondes électromagnétiques venant des smartphones[Quoi ?] sur le climat.
- 2016 : Le thème : Se déconnecter de l'insécurité ! Le vol avec violence dans les transports en commun, le chantage avec le phénomène sex-tape, piratage par simple SMS insécurise vos données bancaires, votre vie privée. Pour cette 16e édition, un jeu gratuit est lancé aux usagers : 6 défis sans Smartphone. L'objectif est de tester son autonomie dans la vie quotidienne sans smartphone.
- 2017 : Le thème : « le Smartphone : dominateur de nos vies ? » Peut-on vivre sans téléphone portable en 2017 ? C'est une question qui va devenir obsolète dans un proche avenir pour plusieurs raisons : Les démarches administratives vont se faire de plus en plus via le Smartphone. 80 milliards d'objets connectés vont contrôler nos allées et venues en 2020 avec notre propre Smartphone. Les industries, les prestataires de services, la santé vont se concentrer de plus en plus autour du Smartphone. Les réseaux sociaux sont devenus une seconde respiration de notre quotidien.
- 6 défis sans smartphone sont proposés aux usagers depuis 2016.
- 2018 : 1er thème : Smartphone Appliquez-vous les bons gestes ? Une campagne de prévention ciblant les jeunes sera diffusée sur un support vidéo diaporama. 6 défis sans smartphone aux écoliers, collégiens sont proposés sur YouTube. Objectif : Ne pas s'ennuyer dans la cour de récréation sans son smartphone. 2e thème : « Smartphone : Tueur incontrôlable sur les routes ! » pour sensibiliser les automobilistes à ne pas utiliser au volant le téléphone portable.
- Le 19 juillet 2018 : 1re Journée Nationale sans Smartphone. « À la Saint Arsène pas d'effet larsen en concert... Je live sans mon Smartphone » . L’objectif est de sensibiliser les usagers de smartphone à ne pas l’utiliser pendant le déroulement d'un concert. Phil Marso prône la pédagogie à l’interdiction. Un autre sujet complémentaire sera abordé « Le droit à l’image ». Depuis l’avènement du smartphone, il n’est plus rare de se faire filmer, photographier à son insu sur une plage, une soirée sans demander votre avis.
- 2019 : Le thème énigmatique « L'Idiocracy a-t-elle sonné ? » Le mot « Idiocracy » utilisé dans le slogan fait référence au film du réalisateur américain Mike Judge sorti en France le 25 avril 2007.  Le Smartphone nous rend-il plus idiot à trop vouloir miser sur lui à chaque instant de notre quotidien ?
- 2020 : L'arrivée de la 5G implique de faire un état des lieux du téléphone portable de 2001 au smartphone d'aujourd'hui avec tous les enjeux de demain : santé, vie privée, communication, environnement, climat. Exceptionnellement pour marquer la 20e édition, Les Journées Mondiales sans Téléphone Portable & Smartphone se dérouleront du 3 au 9 février 2020.
- Phil Marso fonde l'association Adikphonia qui se charge de l'organisation de la 20e édition en 2020 avec deux conférences/ débats en partenariat avec d'autres associations.
- Lancement du bimestriel Adikphonia qui a pour objectif de donner des astuces pour limiter la surexposition des écrans (smartphone, tablette), interview associatif, experts
- 2021 - Ce rendez-vous annuel depuis plus de 20 ans s'intitule désormais : Journées Mondiales sans smartphone. Le thème abordé est la surabondance des applications dans notre vie quotidienne qu'on utilise à travers le smartphone. Le slogan :  Les applis : autonomie humaine déprogrammée ?
- 2022 - La 22e édition des Journées Mondiales sans téléphone portable & smartphone s'intéresse à un phénomène méconnu des usagers avec un slogan explicite. Tempête solaire : allô la Terre ? La conséquence première sera la neutralisation des satellites GPS et un impact conséquent sur les transformateurs électriques. L'initiateur de ce rendez-vous annuel propose une simulation Tempête solaire : 6,7,8 février 2022. Un scénario avec des défis divulgués dès le samedi 5 février en ligne sur le site officiel. Préparez-vous à la coupure, façon Carrington (1859). L'appel sera lancé de Lausanne (Suisse) le 7,8 février 2022.
- 2023 - L'intitulé est modifié pour s'adapter au contexte actuel :  23e édition des Journées mondiales sans téléphone portable & smartphone... enfin presque . L'appel sera lancé en Belgique au sein de l'établissement scolaire : CS Saint Benoit à Habay-la-Neuve. Les élèves proposeront plusieurs ateliers sur tous les aspects du smartphone en compagnie de l'auteur Phil Marso. Le thème 2023 est Le smartphone : sauve-t-il des vies ?
- 2024 - La 24e édition des Journées Mondiales sans téléphone portable & smartphone s'intéresse aux réseaux sociaux qui sont devenus un journal intime dévoilé au plus grand nombre. Le slogan de cette année est : My life en mode écran. Phil Marso,le fondateur de ce rendez-vous a ouvert trois comptes sur TikTok pour explorer ce phénomène pour mieux en parler.
- 2025 - La 25e édition des Journées Mondiales sans Téléphone portable & Smartphone a pour slogan : « L'Invasion : QR Codes » dont son utilisation est de plus en plus excessive, notamment dans les restaurants, la carte du menu est remplacée par cette nouvelle technologie qui en définitive nous expose de plus en plus devant les écran. Il a tout de même son utilité dans les alertes météo.